# Troprsti galeb
Troprsti galeb (lat. Rissa tridactyla) vrsta je morskih ptica iz obitelji Laridae.
Ovu je vrstu prvi put opisao Carl Linnaeus u svom 10. izdanju Systema Naturae iz 1758. godine kao Larus tridactylus. Engleski naziv black-legged kittiwake (crnonogi kittiwake) proizlazi iz njegovog glasanja, kreštavog 'kittee-wa-aaake, kitte-wa-aaake'. Ime roda Rissa potječe od islandskog imena rita za ovu pticu, a specifični naziv tridactyla potječe iz starogrčkog tridaktulos, "troprsti", od tri-, "tri" i daktulos, "nožni prst".
U Sjevernoj Americi, ova je vrsta poznata pod nazivom crnonogi troprsti galeb kako bi se razlikovala od crvenonogog troprtstog galeba (čiji je hrvatski naziv "berinški galeb").

## Rasprostranjenost
Može se naći od Arktika do subarktičkih regija svijeta, širom sjevernih obala Atlantika, od Kanade do Grenlanda, kao i na pacifičkoj strani od Aljaske do obala Sibira. Raspon zimovanja širi se južnije od zaljeva Sv. Lovre do južne obale New Jerseya, kao i u Kini, Sargassovom moru i obali zapadne Afrike. Dvije su podvrste:
- Rissa tridactyla tridactyla, živi na obali Atlantika
- Rissa tridactyla pollicaris, živi na obali Tihog oceana

Od svih laridae, Rissa tridactyla je najviše pelagična. Gotovo isključivo ih se može naći na moru, osim u vrijeme gniježđenja, od svibnja do rujna, kada se gnijezditi na najsitnijim morskim liticama. Rijetko ih se može naći u unutrašnjosti, premda su u nekoliko slučajeva viđeni čak do 20 km u unutrašnjosti. Ostatak godine provode većinu svog vremena u letu, daleko od obale.

## Opis

### Odrasle ptice
Odrasla ptica duga je 37–41 cm, s rasponom krila 91–105 cm i tjelesnom masom 305–525 g.  Ima bijelu glavu i tijelo, siva leđa, siva krila s crnim vrhovima, crne noge i žuti kljum. Neke jedinke imaju ružičasto-sive do crvenkaste noge, zbog čega ih se može zamijeniti s berinškim galebom. Unutrašnjost njihovih usta također je karakteristična značajka vrste zbog izraziyo crvene boje. Takva crvena pigmentacija posljedica je pigmenata karotenoida i vitamina A koji se moraju dobiti prehranom. Studije pokazuju da je jarkost boje povezana s reproduktivnim uspjehom mužjaka. Takva bi hipoteza objasnila ponašanje ptica u paru koji se pozdravljaju otvaranjem usta i pokazivanjem jarko crvene unutrašnjosti usta partneru dok se glasaju.
Kao što im specifični naziv sugerira, imaju samo tri prsta jer im je stražnji nožni prst ili izuzetno smanjen ili potpuno odsutan. Dvije podvrste gotovo su identične, ali je R. tridactyla pollicaris općenito nešto veća od R. tridactyle tridactyla. Zimi ova vrsta dobiva tamno sivu mrlju iza oka i sivi ovratnik na stražnjem dijelu vrata. Kljun se također mijenja dobiva tamno-maslinastu boju.
Ptice su zimi na moru i rijetko dodiruju tlo tijekom tog razdoblja pa se vrlo malo zna o njihovom mitarenju.

### Mlade ptice
Kad dobivaju perje, ptići se razlikuju od odraslih po tome što imaju crnu traku u obliku slova 'W' po dužini krila i bjelje sekundarno i primarno pero iza crnog 'W', crni ovratnik stražnjeg vrata i crnu završnu traku na repu. Također ih se može prepoznati i po njihovom jednolično crnom kljunu. Ovo perje ostat će samo do kraja prve godine. Svoje odraslo perje dobivaju s 4 godine, ali će s vremenom postupno mijenjati svoje prvo perje dok ne dostignu zrelost. Ptica druge godine izgleda skoro jednako što se tiče perja, iako kljun više nije jednolično crn, već ima zelenkastu boju. Još uvijek je vidljiva crna oznaka na pokrovnom perju i repu. Crna oznaka nestaje tek tijekom treće godine, kada na pokrovnom perju više nema crne boje, ali ostaje siva mrlja na glavi. Ptica treće godine također će pokazivati malu zonu svijetlo žute/narančaste boje u osnovi svog uglavnom zelenkastog kljuna. Tek će s četiri godine kljun postati žarko žut, a svo odraslo perje narasti.
| Standardne mjere  | Standardne mjere |
| ----------------- | ---------------- |
| Duljina           | 410–460 mm       |
| Težina            | 400 g            |
| Raspon krila      | 910 mm           |
| Krilo             | 295–322 mm       |
| Rep               | 124–136 mm       |
| Gornji rub kljuna | 33–39 mm         |
| Članak            | 32–36 mm         |

### Slične vrste
Berinški galeb jedina je druga vrsta u rodu Rissa i od troprstog galeba se može razlikovati po crvenim nogama. Glava berinškog galeba nešto je manja, a kljun je nešto kraći. Pilići te dvije vrste ne mogu se razlikovati dok su jako mladi.
Mlade troprstog galeba može se lako zamijeniti sa šumskim galebom, iako perje troprstog galeba ima više crne boje na primarnom perju i drugačiji obrazac boja na pokrovnom perju.

## Razmnožavanje
Troprsti galeb se gnijezdi na obalama sjevernog Tihog oceana i sjevernog Atlantskog oceana, a najčešće se nalazi u Sjevernoj Americi i Europi.
Gnijezde se u kolonijama, a tvore monogamne parove i pokazuju biparentalnu brigu, što znači da oboje sudjeluju u izgradnji gnijezda, inkubaciji i uzgoju pilića. Obično se gnijezde na liticama uz more. Razmnožavaju se u velikim kolonijama na liticama, a u kolonijama je vrlo bučno. Gniježđenje na liticama kod galebova događa se samo kod vrsta iz roda Rissa, a troprsti galeb je u stanju iskoristiti najsitnije litice, što je vidljivo na njihovim mjestima za gniježđenje na otoku Staple na vanjskom dijelu otočja Farne. Rijetki su slučajevi gnježđenja na umjetnim strukturama u Europi i na Aljaski. I mužjak i ženka sudjeluju u gradnji gnijezda u koje će ženka položiti jaja. Sezona razmnožavanja započinje sredinom lipnja, a obično završava u kolovozu.

### Gradnja gnijezda
Gradnja gnijezda za njihova krhka jaja težak je zadatak koji zahtijeva vrijeme i energiju. Roditelji započinju slojem blata i trave kako bi stvorili platformu koja će služiti kao jastuk za jaja i pomoći im izolirati jaja od hladne zemlje. Zatim se oko platforme gradi ograda kako se jaja ne bi otkotrljala iz gnijezda. Na kraju se gnijezdo obloaže mekim i suhim materijalom poput mahovine, trave ili morskih algi. Par zatim učvršćuje gnijezdo kontinuiranim gaženjem. Kroz to razdoblje mužjak će se udvarati ženki tako da će joj donositi hranu u gnijezdo. Razlozi takvog ponašanja nisu sasvim razumljivi, ali postavljene su mnoge hipoteze kako bi se objasnio fenomen. Hipoteze poput "prehrambene hipoteze" i "hipoteze o pojačavanju kopulacije" pokazale su dokaze da se ovo ponašanje razvilo bilo prirodnom ili seksualnom selekcijom.

### Izlijeganje jaja i njihova inkubacija
Troprsti galeb je jednoplodan, što znači da će par proizvesti jaja samo jednom godišnje. Stvaranje jajašca u ženki obično traje oko 15 dana, a broj jaja kreće se od jednog do dva eliptična jaja, iako tri jaja u gnijezdu nisu nemoguća. Ženka će polagati jedno jaje na dan. Boje jaja prilično variraju, u rasponu od bijele, smećkaste do tirkizne s tamno smeđim mrljama. Jednom kad se jaja polože, roditelji će se izmjenjivati i inkubirati jaja u prosjeku 27 dana. U slučaju gubitka jajeta, ženka može dati još jedno jaje u roku od 15 dana nakon gubitka.

### Izlijeganje ptića
Pilići se obično izležu kroz veći kraj jajeta koristeći jajni zub. Jajni zub obično nestaje nakon sedam dana nakon valjenja. Alfa i beta pilići obično se izležu u razmaku od 1,3 dana. Troprsti galebi su rođeni polupotrkušci. Tek izlegli pilići su bijeli, jer im nije potrebna mimikrija kao zaštita od predatora, s obzirom na to da nemaju običaj odlutati iz gnijezda poput galebova iz roda Larus. Bez obzira na grabežljivce, pilići su najranjiviji u prvom tjednu zbog nesposobnosti da se pravilno termoreguliraju tijekom tog razdoblja. Kod pilića troprstog galeba je zabilježen siblicid, što znači da prvorođeni pilić može ubiti svog brata ili sestru koji mu predstavljaju konkurenciju za hranu koji roditelji donose. Siblicid se najčešće događa u prvih 10 dana života pilića žrtve, a u većini slučajeva nastrada najmlađi pilić.

## Ponašanje

### Prehrana
Troprsti galebi su prvenstveno pelagični ridojedi. Njihov glavni izvor hrane je riba, a često se hrani i beskralješnjacima poput veslonožaca, mnogočetinaša i lignji, posebno kada je ribu teže pronaći. Zbog svog širokog raspona pojavljivanja, dijeta mu je prilično varijabilna. U Aljaskom zaljevu njihova prehrana obično se sastoji od pacifičkog kapelana, pacifičke haringe i još mnogo toga. Ptice s obale Ujedinjenog Kraljevstva, u Europi, uglavnom se oslanjaju na pješčane jegulje. Godine 2004. populacija troprstog galeba na Shetlandskim otocima, zajedno s populacijom njorki iz roda Uria i čigri, u potpunosti se nije uspjela uspješno razmnožiti zbog kolapsa zaliha pješčanih jegulja. Kao i većina galebova, i troprsti galeb se hrani na površini mora gdje hvataju plijen tijekom leta ili plutanja na moru. Tijekom cijele zime, te ptice cijelo vrijeme provode na moru gdje se hrane. Za razliku od nekih drugih vrsta galebova, oni ne strvinare na odlagalištima.
Stil ishrane ove vrste često se uspoređuje sa strategijom ishrane čigri zbog njihovog čestog plutanja na površini mora i brzog zaranjanja glavom. Troprsti galebi često prate kitove i hrane se komadima ribe koji im ispadnu. Ribari često viđaju velike skupine ovih galebova, često pomiješane s drugim vrstama galebova i čigri, koje lete oko njihovog broda nadajući se nahraniti s otpacima.
Malo je studija vezanih uz njihovu potrebu za vodom, no čini se da više vole slanu od slatke vode. Poznato je da troprsti galebi u zatočeništvu odbijaju svježu vodu, ali prihvaćaju slanu.

### Glasanje
Engleski naziv za ovu vrstu je "Kittiwake" po svom glasanju koji nalikuje dugom "kit-ti-wake". Osim svog tipičnog glasanja, troprsti galeb ima široku lepezu vokalizacija. Njihov pozdravni poziv koriste dva člana para kada se sastaju u gnijezdu nakon odsutnosti jednog ili oba člana. Prije i tijekom kopulacije, ženka će često vokalizirati praveći niz kratkih visokih "škripanja". Ovim glasanjem ženka također moli za hranu od mužjaka (kod udvaranja hranjenjem). Kad su grabežljivci u blizini, alarm troprstog galeba u obliku "oh oh oh oh" će odjekivati kolonijom. Troprsti galeb se glasa cijeli dan iz različitih razloga i zaustavlja se tek kad sunce zađe.

## Let
Troprsti galebi su poznati po svom gracioznom letu. Za razliku od većih galebova, njihov je let lagan, a krilima mašu brzim potezima. Kada ih se gleda kako lete oko kolonije, često izgledaju kao da se igraju na vjetru svojim okretnim letom. Vrlo su druželjubivi i zato se rijetko mogu vidjeti kako lete sami daleko od kolonije.

## Susteti s ljudima
Ribari često viđaju velike skupine ovih galebova. Njihova prehrana se sastoji gotovo isključivo od ribe, pa je velika nakupina morskih ptica često znak ribarima da se u moru ispod jata galebova nalazi obilje ribe. S druge strane, troprsti galebovi i druge morske ptice se često motaju oko ribarskih brodova ili platformi sakupljajući ostatke ili ribe koje ispadnu ribarima. Zbog pelagičnog načina života, te ptice rijetko komuniciraju s ljudima na kopnu, osim povremenog viđenja u blizini oceanske obale.
U Novoj Engleskoj, troprstog galeba često nazivaju "zimskim galebom", jer njegov dolazak ljudima često signalizira da dolazi zima.

## Status i očuvanje vrste

### Populacijski trendovi
Od 1970-ih se vjeruje da je globalna populacija troprstih galeba opala za oko 40% u samo tri generacije (jedna generacija u prosjeku je 12,9 godina), što ukazuje na moguću opasnost budućnost. Globalna populacija procjenjuje se na 14.600.000-15.700.000 jedinki i u stalnom je padu. Pojedinačna distribucija širom svijeta prilično se razlikuje, s tim da u Europi živi više od 50% svjetske populacije, a u Sjevernoj Americi samo 20%. U nedavnoj procjeni vrsta, Crveni popis IUCN-a istaknuo je da sve populacije troprstog galeba propadaju, osim jedne, male kanadske arktičke populacije koja se, čini se, povećava brzinom od 1% godišnje. Posljednje izvješće IUCN-ovog Crvenog popisa u 2017. godini, vrsta je premještena iz "najmanje zabrinjavajućeg" u "ranjivi" status na globalnoj razini.

### Prijetnje

#### Ribarstvo
Budući da su troprsti galebovi specijalizirani za prehranu ribom i uglavnom se oslanjaju na lov određenih vrsta riba, njihov reproduktivni uspjeh uvelike ovisi o dostupnosti ribe. Poznato je da komercijalno ribarstvo ima mnogo izravnih i neizravnih utjecaja na okolni ekosustav. Dobro su poznati izravni utjecaji na same vrste riba, ali ribarstvo također ima niz utjecaja na morske grabežljivce koji se ne oslanjaju samo na lovljene vrste već i na vrste koje se nađu u "prilovu". Poznato je da određene vrste ribolova kao što je lov na pješčane jegulje, koje su jedan od glavnih izvora hrane za troprste galebe u Europi, imaju velik utjecaj na reproduktivni uspjeh te i drugih vrsta morskih ptica. Dugotrajna istraživanja utjecaja dostupnosti hrane na troprste galebe u Aljaskom zaljevu pokazala su izravnu korelaciju između dostupnosti hrane i reproduktivnog uspjeha, koristeći eksperiment dopunskog hranjenja. Morske ptice također mogu biti izravna žrtva ribarstva. Njihov običaj da se motaju oko brodova u nadi za dobrim obrokom mogu dovesti do zapetljavanja u ribolovnoj opremi, što često rezultira smrću utapanjem.

#### Globalno zagrijavanje
S globalnim zagrijavanjem, porast oceanske temperature postaje razlog za ozbiljnu zabrinutost, jer utječe ne samo na morsku floru i faunu već i na vrste koje iskorištavaju morski okoliš. Troprsti galebi su izuzetno osjetljivi na promjene u zalihama hrane. Takve varijacije mogu nastati zbog pretjeranog iskorištavanja, kao što je gore spomenuto, ali mogu biti i zbog varijacija temperature morske površine. Porastom temperature mora na mnoge ribe, poput pješčanih jegulja, negativno utječe porast temperature oceana. Studije pokazuju da povećane temperature površine mora negativnonutječu na pješčane jegulje i mnoge populacije veslonožaca. Takav učinak na morske vrste može imati ogroman utjecaj na troprste galebove dok podižu mlade,  u vrijeme visokih energetskih potreba, kada se gotovo isključivo oslanjaju na pelagične ribe.

#### Planovi za očuvanje
Još uvijek ne postoje globalni planovi očuvanja, no vrsta se pomno prati zbog promjena u populacijskim trendovima. Trenutno ne postoje međunarodna zakonodavstva koja se odnose na ovu vrstu. Međutim, troprsti galeb je zaštićen Zakonom o ugovoru o pticama selicama iz 1918. godine, koji su ratificirali SAD, Kanada, Meksiko, Rusija i Japan. Kao i za mnoge vrste galebova, troprsti galeb nije vrsta od posebnog interesa za javnost, stoga nisu napravljeni planovi obrazovanja kako bi se ljudi informirali i educirali o ovoj vrsti.

## Podvrste
Postoje 2 podvrste:
- R. t. tridactyla (Linnaeus, 1758. ) : nominirana, pronađena u sjevernom Atlantskom oceanu, jedinstvena je među Laridama po tome što ima vrlo mali ili čak nepostojwći stražnji nožni prst.
- R. t. pollicaris (Ridgway, 1884.): pronađen na sjeveru Tihog oceana, ima normalno razvijen stražnji nožni prst (kako sugerira naziv pollex, što znači palac).

## Galerija slika
- U letu, Heligoland, Njemačka
- Seward, Aljaska
- Kolonija na Svalbardu
- kratkorepi pomornik proganja troprstog galeba, Svalbard
- Na norveškom ptičjem otoku Rundeu
- Na otoku Rundeu
- Ptići na Islandu
- Kompozitna slika
- Prstenovanje ptice

## Vanjske poveznice
|  | Zajednički poslužitelj ima još gradiva o temi Rissa tridactyla |
|  | Wikivrste imaju podatke o taksonu Rissa tridactyla             |

- Podatci o vrsti Rissa tridactyla sa stranice BirdLife
- Rissa tridactyla. Avibase
- Mediji za Troprsti galeb. Internet Bird Collection
- Galerija slika na temu Troprsti galeb na stranici VIREO (Sveučilište Drexel)
- Interaktivna karta za Rissa tridactyla na IUCN-ovim kartama za Crveni popis
- Black-legged kittiwake - Rissa tridactyla - USGS Patuxent Bird Identification InfoCenter
- Zvukovne snimke na temu Black-legged kittiwake na stranici Xeno-canto.
- Rissa tridactyla u  galeriji Field Guide: Birds of the World na Flickru